# 弦楽セレナード (スク)
弦楽セレナード変ホ長調作品6（Serenáda pro smyčcové nástroje）はヨセフ・スクが1892年に作曲した弦楽合奏のための作品。作曲家スクの出世作となった。演奏時間は約25分。

## 作曲の経緯
スクは、プラハ音楽院で後に義父となるドヴォルザークに学んだが、ドヴォルザークはこの弟子を可愛がり、スクが学業を終えた1892年の夏（ドヴォルザークの渡米直前）、別荘のあるヴィソカー・ウ・プシーブラミにスクを招き歓談した。それまでスクは、短調の暗い曲ばかり書く傾向があったが、ドヴォルザークはこれを指摘して、気分転換に人生の明るい肯定的な面に目を向けて作曲したらどうかと助言した。また、ドヴォルザークは同時に娘であるオチルカをスクに引き合わせているが、スクは彼女に一目惚れし（1898年に結婚）、故郷であるクレチョヴィーチェに帰った後、恩師の教えとオチルカのことを思いながら本作の作曲を行った。夏の間に第3楽章までを一気に書き上げ、終楽章は多少手間取ったものの、ふさわしい主題を思いつくと2日間で完成させたと伝えられている。1896年にドヴォルザークとブラームスの推薦によりジムロック社よりスコアが出版されている。

## 初演
1893年12月17日、南ボヘミア州のターボルにおいて、スク自身の指揮により前半の2楽章のみ初演された。全曲初演は1894年2月25日にプラハで行われた。オーケストラはプラハ音楽院オーケストラ、指揮はスクのヴァイオリンの師であるアントニン・ベンネヴィツであった。

## 編成
弦五部

## 構成
4楽章から成る。
第1楽章 Andante con moto
4分の4拍子。三部形式。行進曲風の主部と優美な中間部から構成される。
第2楽章 Allegro ma non troppo e grazioso
4分の3拍子。三部形式。ワルツ風の楽章。
第3楽章 Adagio
4分の4拍子。三部形式。主部の主題はチェロ独奏、中間部の主題はヴァイオリンで提示される。
第4楽章 Allegro giocoso, ma non troppo presto
2分の2拍子。ロンド風の躍動的な楽章。終わり近くで第1楽章冒頭の主題も登場する。